# 硝酸镅(III)
硝酸镅（III）是一种无机化合物，化学式为Am(NO3)3，是镅和硝酸的盐。这个化合物是可溶于水并具有放射性。

## 制备及反应
销酸镅(III)可由镅和硝酸反应得到：
{\displaystyle {\ce {8Am + 30HNO3 -> 8Am(NO3)3 + 3N2O + 15H2O}}}
它和二硫代二乙氨基甲酸二乙铵、邻菲啰啉按化学计量比反应，可以得到配合物Am(S2CNEt2)3(N2C12H8)。